# Không tuân thủ thuế
Sự không tuân thủ thuế là một loạt các hoạt động bất lợi cho hệ thống thuế của chính phủ. Điều này có thể bao gồm tránh thuế, đó là giảm thuế bằng các phương tiện pháp lý và trốn thuế là hình thức không thanh toán các khoản nợ thuế. Việc sử dụng thuật ngữ 'không tuân thủ' được sử dụng khác nhau bởi các tác giả khác nhau. Việc sử dụng chung nhất của nó mô tả các hành vi không tuân thủ đối với các quy tắc thể chế khác nhau dẫn đến cái mà Edgar L. Feige gọi là các nền kinh tế không quan sát được. Không tuân thủ các quy tắc thuế tài khóa sẽ dẫn đến thu nhập không được báo cáo và khoảng cách về thuế mà Feige ước tính sẽ nằm trong khu vực trị giá 500 tỷ đô la hàng năm của Hoa Kỳ.
Ở Hoa Kỳ, việc sử dụng thuật ngữ 'không tuân thủ' thường chỉ đề cập đến việc khai thác bất hợp pháp. Luật được biết đến như một đạo luật General Anti-Avoidance Rule (GAAR) để cấm "tấn công thuế" tránh đã được thông qua ở một số nước phát triển trong đó có Hoa Kỳ (từ năm 2010), Canada, Úc, New Zealand, Nam Phi, Na Uy và Hong Kong. Ngoài ra, các học thuyết tư pháp đã hoàn thành mục đích tương tự, đáng chú ý là ở Hoa Kỳ thông qua các học thuyết "mục đích kinh doanh" và "chất kinh tế" được thiết lập tại Gregory v. Helvering. Mặc dù các chi tiết cụ thể có thể thay đổi tùy theo thẩm quyền, các quy tắc này vô hiệu hóa việc tránh thuế là hợp pháp về mặt kỹ thuật nhưng không nhằm mục đích kinh doanh hoặc vi phạm tinh thần của luật thuế (tax code). Các điều khoản liên quan để tránh thuế bao gồm lập kế hoạch thuế và che chở thuế.
Các cá nhân không tuân thủ nộp thuế bao gồm người biểu tình thuế và người kháng thuế. Những người phản đối thuế cố gắng trốn thuế bằng cách giải thích thay thế luật thuế, trong khi những người chống thuế từ chối trả thuế vì những lý do có lương tâm. Những người phản đối thuế tin rằng việc đánh thuế theo Cục Dự trữ Liên bang là vi hiến, trong khi những người chống thuế quan tâm hơn đến việc không trả tiền cho các chính sách cụ thể của chính phủ mà họ phản đối. Bởi vì thuế thường được coi là khó chịu, các chính phủ đã phải vật lộn với sự không tuân thủ thuế từ thời kỳ đầu tiên.

## Sự khác biệt giữa tránh và trốn thuế

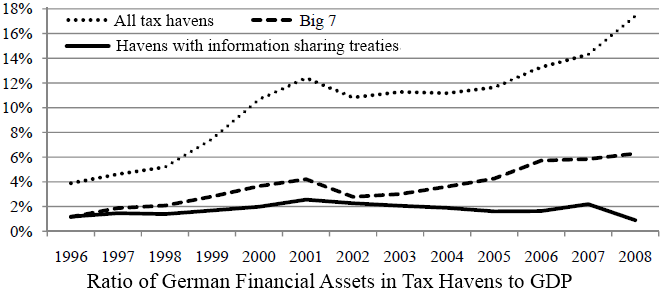
Tỷ lệ tài sản của Đức trong các thiên đường thuế liên quan đến tổng GDP của Đức. Havens ở các quốc gia có chia sẻ thông tin thuế cho phép thực thi tuân thủ đã bị suy giảm. "Big 7" được hiển thị là Hồng Kông, Ireland, Lebanon, Liberia, Panama, Singapore và Thụy Sĩ.

Việc sử dụng các điều khoản tránh thuế và trốn thuế có thể khác nhau tùy thuộc vào thẩm quyền. Nói chung, thuật ngữ "trốn" (evasion) áp dụng cho các hành động bất hợp pháp và "tránh" (avoidance) đối với các hành động theo luật pháp. Thuật ngữ "giảm nhẹ" (mitigation) cũng được sử dụng trong một số khu vực tài phán để phân biệt rõ hơn các hành động trong mục đích ban đầu của điều khoản liên quan với các hành động nằm trong thư của pháp luật, nhưng không đạt được mục đích của nó.
Vì sự khác biệt giữa hai khái niệm hiện đang trở nên ít rõ ràng hơn, giáo sư luật Allison Christianians cho rằng điều kiện đạo đức đang được trích dẫn là một tiêu chí thay vì luật pháp.

### Lịch sử
Một sự phân biệt tránh/ trốn dọc theo dòng phân biệt hiện tại đã được công nhận từ lâu nhưng ban đầu không có thuật ngữ nào để diễn tả nó. Năm 1860, Turner LJ đề nghị trốn/ chống lại (nơi trốn là phía hợp pháp của sự chia rẽ): Fisher v Brierly. Năm 1900, sự khác biệt được ghi nhận là hai ý nghĩa của từ "trốn": Bullivant v AG. Việc sử dụng kỹ thuật các từ tránh/ trốn theo nghĩa hiện đại bắt nguồn từ Hoa Kỳ nơi nó được thiết lập tốt vào những năm 1920. Nó có thể được truy tìm đến Oliver Wendell Holmes trong Bullen v. Wisconsin.
Mất nhiều thời gian để nó được chấp nhận ở Vương quốc Anh. Vào những năm 1950, các nhà văn am hiểu và cẩn thận ở Anh đã phân biệt thuật ngữ "trốn thuế" với "tránh". Tuy nhiên, ở Anh ít nhất, "trốn" thường được sử dụng (theo tiêu chuẩn hiện đại, bị lạm dụng) theo nghĩa tránh, trong các báo cáo pháp luật và các nơi khác, ít nhất là cho đến những năm 1970. Bây giờ thuật ngữ đã nhận được sự chấp thuận chính thức ở Anh (Craven v White) việc sử dụng này nên được coi là sai lầm. Nhưng ngay cả bây giờ thường hữu ích khi sử dụng các thành ngữ "tránh hợp pháp" và "trốn phi pháp", để làm cho ý nghĩa rõ ràng hơn.

### Hoa Kỳ

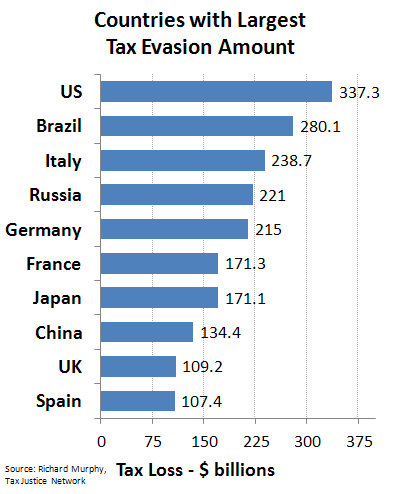
Ước tính của nhà vận động thuế Richard Murphy về mười quốc gia có mức trốn thuế tuyệt đối lớn nhất. Ông ước tính rằng trốn thuế toàn cầu lên tới 5% nền kinh tế toàn cầu.

Tại Hoa Kỳ, "trốn thuế" đang trốn tránh việc đánh giá hoặc thanh toán một khoản thuế đã nợ hợp pháp tại thời điểm thực hiện hành vi phạm tội. Trốn thuế là tội hình sự, và không có hiệu lực đối với số tiền thuế thực sự nợ, mặc dù nó có thể dẫn đến các hình phạt tiền tệ đáng kể.
Ngược lại, thuật ngữ "tránh thuế" mô tả hành vi hợp pháp, mục đích của nó là để tránh việc tạo ra một nghĩa vụ thuế ở nơi đầu tiên. Trong khi thuế trốn vẫn là một khoản nợ hợp pháp, thuế tránh là một nghĩa vụ thuế chưa từng tồn tại.
Ví dụ, hãy xem xét hai doanh nghiệp, mỗi doanh nghiệp có một tài sản cụ thể (trong trường hợp này là một mảnh bất động sản) có giá trị cao hơn nhiều so với giá mua của nó.
- Doanh nghiệp Một (hoặc một cá nhân) bán tài sản và không báo cáo đầy đủ (underreports) lợi nhuận của nó. Trong trường hợp này, thuế là do pháp lý. Business One đã tham gia trốn thuế, đó là tội phạm.
- Doanh nghiệp Hai (hoặc một cá nhân) tư vấn với một cố vấn thuế và phát hiện ra rằng doanh nghiệp có thể cấu trúc việc bán hàng dưới dạng "trao đổi tương tự" (chính thức được gọi là trao đổi 1031, được đặt tên theo phần Code) cho bất động sản khác mà doanh nghiệp có thể sử dụng. Trong trường hợp này, không có thuế là do các quy định trong mục 1031 của Bộ luật Thu nhập Nội bộ. Doanh nghiệp Hai đã tham gia tránh thuế (hoặc giảm thuế), điều này hoàn toàn theo luật.

Trong ví dụ trên, thuế cuối cùng có thể hoặc không phải trả khi tài sản thứ hai được bán. Có và bao nhiêu thuế sẽ phải trả sẽ tùy thuộc vào hoàn cảnh và tình trạng của pháp luật tại thời điểm đó.

### Vương quốc Anh

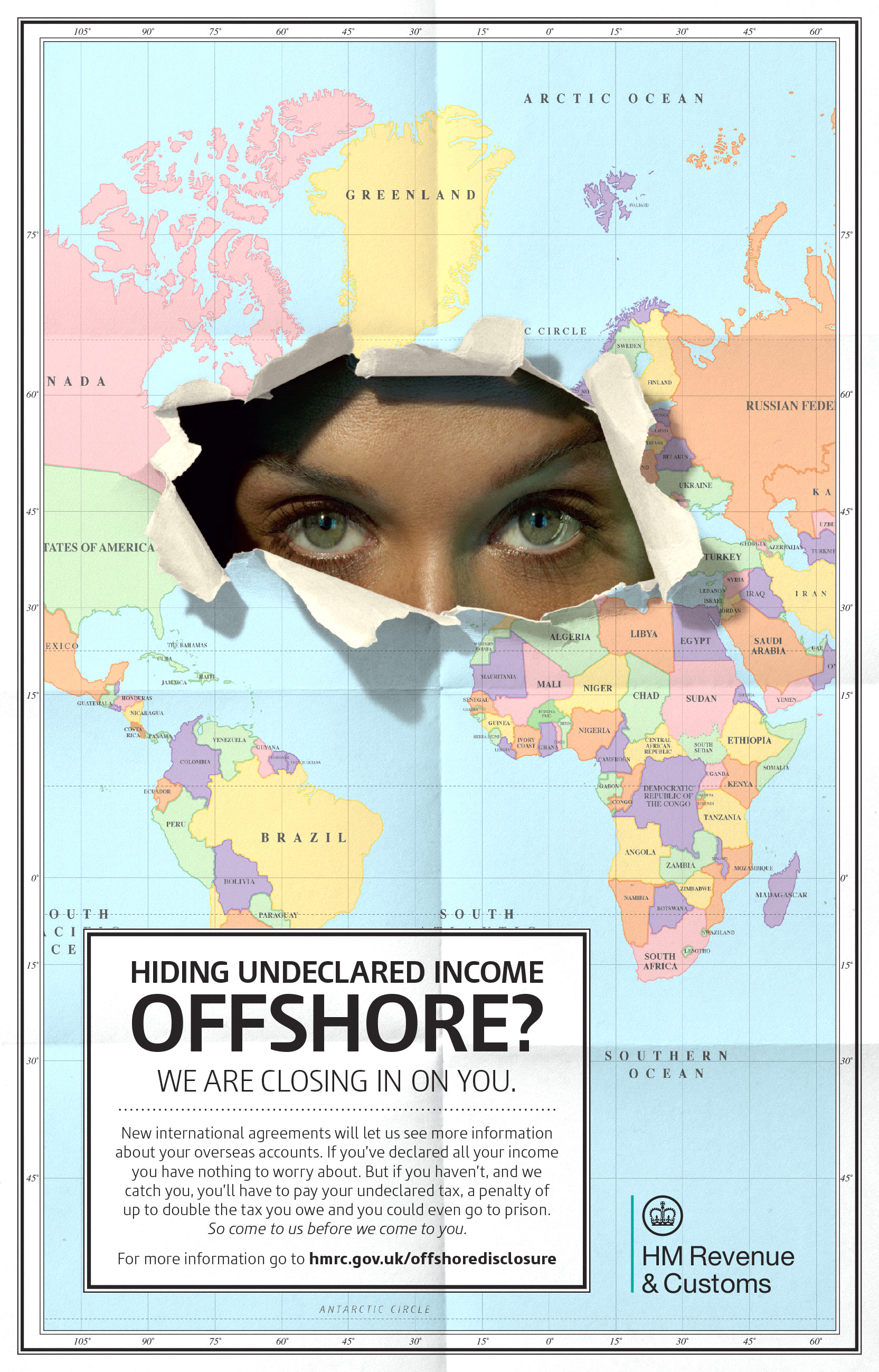
Poster do cơ quan thuế của Anh phát hành để chống trốn thuế ở nước ngoài.

Vương quốc Anh và các khu vực pháp lý theo cách tiếp cận của Vương quốc Anh (như New Zealand) gần đây đã áp dụng thuật ngữ trốn/ tránh được sử dụng ở Hoa Kỳ: trốn là một nỗ lực hình sự để tránh phải trả thuế trong khi tránh là một nỗ lực để sử dụng luật giảm thuế nợ. Tuy nhiên, có một sự khác biệt nữa được rút ra giữa việc tránh thuế và giảm thuế. Tránh thuế là một quá trình hành động được thiết kế để xung đột với hoặc đánh bại ý định rõ ràng của Nghị viện: IRC v Willoughby.
Giảm nhẹ thuế là hành vi làm giảm các khoản nợ thuế mà không có "tránh thuế" (không trái với ý định của Nghị viện), ví dụ, bằng cách tặng quà cho tổ chức từ thiện hoặc đầu tư vào một số tài sản đủ điều kiện để được giảm thuế. Điều này rất quan trọng đối với các quy định về thuế áp dụng trong các trường hợp "tránh né": chúng không được áp dụng trong các trường hợp giảm nhẹ.

Việc phát biểu rõ ràng về khái niệm phân biệt tránh/ giảm thiểu chỉ quay trở lại những năm 1970. Khái niệm này bắt nguồn từ các nhà kinh tế, không phải luật sư. Việc sử dụng thuật ngữ tránh/ giảm thiểu thuật ngữ để thể hiện sự khác biệt này là một sự đổi mới vào năm 1986: IRC v Challenge.
Denis Healey, The Economist, Volume 354, p. 186
 Trong thực tế, sự phân biệt đôi khi rõ ràng, nhưng thường khó vẽ. Các yếu tố liên quan để quyết định liệu hành vi là tránh hoặc giảm thiểu bao gồm: liệu có chế độ thuế cụ thể áp dụng hay không; liệu các giao dịch có hậu quả kinh tế; bảo mật; phí liên kết thuế. Chỉ định quan trọng là quen thuộc và sử dụng. Khi một thỏa thuận tránh thuế trở nên phổ biến, hầu như luôn bị pháp luật dừng lại trong vòng một vài năm. Nếu một cái gì đó thường được thực hiện là trái với ý định của Nghị viện, thì chỉ có thể dự kiến rằng Quốc hội sẽ ngăn chặn nó.
Vì vậy, những gì thường được thực hiện và không dừng lại không có khả năng trái với ý định của Nghị viện. Theo đó, các thỏa thuận giảm thuế đã được thực hiện trong một thời gian dài không có khả năng cấu thành việc tránh thuế. Các thẩm phán có một ý thức trực giác mạnh mẽ mà mọi người làm, và đã làm từ lâu, không nên bị kỳ thị với thuật ngữ "tránh né". Do đó, tòa án Vương quốc Anh từ chối coi việc bán hàng và mua lại (được gọi là giao dịch trên giường và bữa sáng) hoặc các khoản vay ngược lại là tránh thuế.
Các cách tiếp cận khác trong việc phân biệt tránh thuế và giảm thuế là tìm cách xác định "tinh thần của đạo luật" hay "lạm dụng" một điều khoản. Nhưng điều này cũng giống như "ý định rõ ràng của Nghị viện" được hiểu đúng. Một cách tiếp cận khác là tìm cách xác định các giao dịch "nhân tạo". Tuy nhiên, một giao dịch không được mô tả tốt là "nhân tạo" nếu nó có các hậu quả pháp lý hợp lệ, trừ khi một số tiêu chuẩn có thể được thiết lập để thiết lập những gì là "tự nhiên" cho cùng một mục đích. Các tiêu chuẩn như vậy không dễ nhận thấy. Sự phản đối tương tự áp dụng cho thuật ngữ "thiết bị".
Có thể khái niệm "tránh thuế" dựa trên những gì trái với "ý định của Nghị viện" là không thống nhất. Đối tượng xây dựng của bất kỳ đạo luật nào được thể hiện là tìm ra "ý định của Nghị viện". Trong bất kỳ kế hoạch tránh thuế thành công nào, Tòa án phải kết luận rằng ý định của Nghị viện là không áp dụng thuế trong các trường hợp mà những người tránh thuế đã tự đặt ra. Câu trả lời là cụm từ "ý định của Nghị viện" đang được sử dụng theo hai nghĩa.
Hoàn toàn nhất quán khi nói rằng chương trình tránh thuế trốn thuế (không có điều khoản nào để áp thuế) và vẫn cấu thành việc tránh thuế. Một người đang tìm kiếm ý định của Nghị viện ở cấp độ cao hơn, khái quát hơn. Một đạo luật có thể không áp dụng thuế, để lại một khoảng trống mà tòa án không thể lấp đầy ngay cả khi xây dựng có chủ đích, tuy nhiên người ta có thể kết luận rằng sẽ có một khoản phí thuế được xem xét. Một ví dụ là trường hợp khét tiếng của Vương quốc Anh Ayrshire Hiệp hội Bảo hiểm Tương hỗ Chủ nhân v IRC, nơi Hạ viện tổ chức rằng Quốc hội đã "lỡ lửa".

#### Khoảng cách thuế

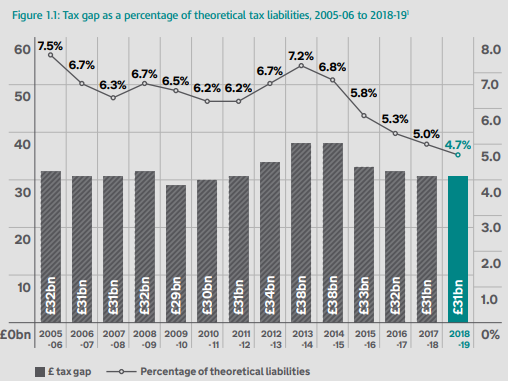
Khoảng cách thuế ước tính của HMRC 2005-2014

"Khoảng cách thuế" của Vương quốc Anh là sự khác biệt giữa số tiền thuế, theo lý thuyết, được thu thập bởi cơ quan thu thuế HMRC, so với những gì thực sự được thu. Khoảng cách thuế cho Vương quốc Anh năm 2016/17 là 33 tỷ bảng, tương đương 5,7% tổng nợ thuế.

#### Nền kinh tế ngầm và khoảng cách thuế
Một cách quan trọng để nghiên cứu khoảng cách thuế là kiểm tra quy mô của khoảng cách thuế ở một quốc gia bằng cách phân tích quy mô của nền kinh tế ngầm và các yếu tố ảnh hưởng của nó. Quy mô của nền kinh tế ngầm có liên quan trực tiếp đến cơ sở hạ tầng thể chế. Cơ sở hạ tầng thể chế của một quốc gia chủ yếu bao gồm cường độ điều chỉnh của chính phủ, thiết lập và thực thi pháp luật, mức độ độc lập tư pháp, quy mô thuế suất hiệu quả, cung cấp hiệu quả hàng hóa hoặc dịch vụ công cộng và bảo vệ hiệu quả quyền sở hữu. Người ta thường tin rằng mức độ điều tiết của chính phủ càng cao, quy mô nền kinh tế ngầm của nó càng lớn và khoảng cách thuế càng lớn. Và ngược lại, khi chính phủ điều tiết quá mức xảy ra, một mối quan hệ thay thế tồn tại giữa quy mô của nền kinh tế ngầm và quy mô của nền kinh tế chính thức. Đại diện của quan điểm này là Levenson, Maloney và Johnson. Họ tin rằng thuế suất cao hơn có thể làm tăng doanh thu thuế cao hơn và chính phủ có thể cung cấp mức dịch vụ công cao hơn phù hợp, từ đó thu hút nhiều công ty và cá nhân ra khỏi nền kinh tế ngầm, dẫn đến sự cân bằng giữa thuế suất cao, thuế cao, Các dịch vụ công cộng cao và nền kinh tế ngầm quy mô nhỏ, nhưng các nước có thuế thấp, vì họ không có đủ thu nhập để cung cấp các dịch vụ công cộng cao, sẽ tạo thành một sự cân bằng luẩn quẩn của "thuế suất thấp, thuế thấp, dịch vụ công thấp và nền kinh tế ngầm quy mô cao." Trong số dư lành mạnh nêu trên, khoảng cách thuế tương đối nhỏ; ở trạng thái cân bằng luẩn quẩn, khoảng cách thuế là tương đối lớn.

#### Tùy chỉnh thuế và khoảng cách thuế
Tùy chỉnh thuế (tax custom) khác với tránh thuế hoặc trốn thuế. Nó không đo lường hành vi đánh thuế của từng cá nhân, mà là thái độ thuế của từng cá nhân. Tùy chỉnh thuế cũng có thể được coi là trách nhiệm đạo đức của cá nhân. Đóng góp cụ thể cho xã hội bằng cách trả thuế cho chính phủ phải thực hiện trách nhiệm này. Nó thể hiện bộ quy tắc đạo đức cho các cá nhân trong thuế, mặc dù nó không yêu cầu hình thức của pháp luật. Sự từ chối hoặc suy giảm các hoạt động thuế sẽ làm giảm chi phí đạo đức của người nộp thuế tham gia vào các hoạt động bất hợp pháp hoặc các hoạt động kinh tế ngầm.
Một nghiên cứu thực nghiệm của ALM trên các quốc gia chuyển đổi như Nga đã phát hiện ra rằng có một mối quan hệ tiêu cực mạnh mẽ giữa các biến số thông thường về thuế và các biến quy mô kinh tế ngầm (trong đó các biến quy mô kinh tế ngầm thể hiện trốn thuế hoặc khoảng cách thuế) (hệ số tương quan là - 0,657).) Và cả hai biến đều có ý nghĩa ở mức 1%.
Bird tin rằng một hệ thống thuế bền vững và hiệu quả phải dựa trên sự công bằng nhận thức và phản ứng thiện chí đối với thuế của chính phủ. Nó phải được kết nối hữu cơ với việc cung cấp hàng hóa hoặc dịch vụ công cộng. Nếu người nộp thuế có thể nhận thấy rằng lợi ích và sở thích của họ được phản ánh trong các thủ tục chính trị và quyết định chính trị, trong khi đó, việc cung cấp hàng hóa công cộng hoặc dịch vụ công cũng hiệu quả, người nộp thuế sẽ tiếp tục ở trong nền kinh tế chính thức và thực hiện nghĩa vụ thuế. Doanh thu thuế sẽ tăng trong khi khoảng cách thuế sẽ thu hẹp.
Các thí nghiệm kinh tế được trích dẫn bởi Torgler và Schaltegger cho thấy việc thực thi rộng rãi quyền bầu cử trong các vấn đề thuế sẽ làm tăng đáng kể sự tuân thủ của người nộp thuế. Người nộp thuế càng tham gia vào việc ra quyết định chính trị, hiệu quả thực hiện hợp đồng thuế và tuân thủ thuế càng cao. Xã hội người nộp thuế ở tiểu bang này là một xã hội dân sự có thuế và phong tục tốt, và người nộp thuế là một công dân thực sự, người đã được trao một loạt các quyền lực.
Everest Phillips tin rằng việc thiết kế một hệ thống thuế hợp lý và hiệu quả là một phần quan trọng của việc xây dựng tại một quốc gia. Hoạt động của hệ thống thuế này phải dựa trên sự tuân thủ cao hơn của người nộp thuế và tính tốt của thuế thay vì dựa vào các biện pháp cưỡng chế. Ông chỉ ra rằng hệ thống thuế của đất nước để xây dựng nội dung quan trọng phải có năm đặc điểm quan trọng sau:
1. Tham gia chinh tri. Sự tham gia rộng rãi của người nộp thuế trong quá trình ra quyết định chính trị là một đảm bảo quan trọng để thiết lập thuế xã hội và phong tục tốt. Khi người nộp thuế thiếu khả năng tiếp cận hiệu quả trong việc ra quyết định, họ sẽ lo ngại về việc thu thuế và thiếu hiệu quả trong việc cung cấp hàng hóa hoặc dịch vụ công cộng. Tuân thủ thuế sẽ được giảm, và thực hành thuế có thể sẽ xấu đi. Do đó, quy mô trốn thuế sẽ mở rộng và khoảng cách thuế sẽ tăng lên. Tình trạng này sẽ làm suy yếu thêm khả năng của chính phủ trong việc cung cấp hàng hóa hoặc dịch vụ công cộng, và do đó khiến quá trình xây dựng rơi vào một vòng luẩn quẩn.
2. Trách nhiệm và minh bạch. Chính phủ nên có nghĩa vụ hợp pháp để sử dụng các khoản thu thuế và các thủ tục cung cấp hàng hóa hoặc dịch vụ công cộng phải minh bạch cho người nộp thuế.
3. Công bằng nhận thức. Trong một hệ thống thuế hợp lý và hiệu quả, người nộp thuế có thể cảm nhận bản thân họ được đối xử bình đẳng và công bằng. Liên quan đến ưu đãi thuế hoặc miễn thuế, nếu người nộp thuế nhận thấy rằng họ đang bị đối xử bất công, sự sẵn sàng về thuế của họ chắc chắn sẽ giảm.
4. Hiệu quả. Chính phủ cần có khả năng chuyển đổi tăng dần doanh thu thuế thành các mức độ cao hơn của hàng hóa hoặc dịch vụ công cộng và tăng cường sự ổn định chính trị.
5. Chia sẻ một cam kết chính trị thịnh vượng. Hệ thống thuế quốc gia cần được liên kết chặt chẽ với mục tiêu quốc gia là thúc đẩy tăng trưởng kinh tế. Thúc đẩy tăng trưởng kinh tế là một trong những mục tiêu chiến lược mà chính phủ đã hứa với người nộp thuế. Chính phủ có thể thúc đẩy hiện thực hóa mục tiêu chiến lược này thông qua thuế.

#### Hiệu quả quản lý thu thuế và chênh lệch thuế
Dưới tiền đề phát triển kinh tế, khả năng tăng thu thuế của một quốc gia chủ yếu được xác định bởi thiết kế hệ thống thuế trong nước và hiệu quả của việc thu thập và quản lý. Từ góc độ thực hành thuế ở các quốc gia khác nhau, việc thiết kế hệ thống thuế bị ảnh hưởng và hạn chế bởi hiệu quả của việc thu và quản lý thuế. Do đó, có thể nói rằng quy mô tương đối của thu thuế và khoảng cách thuế của một quốc gia có liên quan chặt chẽ đến hiệu quả thu thuế và quản lý của các cơ quan quản lý thuế trong nước.
Một lời giải thích hợp lý cho việc giới thiệu thuế giá trị gia tăng của hầu hết các nước đang phát triển trên thế giới là tăng mức độ tuân thủ thuế của người nộp thuế thông qua cơ chế giám sát lẫn nhau giữa người nộp thuế mà không làm tăng chi phí do cơ quan quản lý thuế. Việc xem xét các yếu tố về thuế xác định rằng các nước đang phát triển chỉ có thể áp dụng hệ thống thuế chủ yếu dựa trên thuế doanh thu. Từ góc độ thuế, do hạn chế về mức thuế ở các nước đang phát triển, doanh thu thuế chỉ có thể được tăng thông qua các loại thuế gián tiếp tập trung vào các loại thuế như thuế giá trị gia tăng và thuế tiêu thụ, trong khi thuế trực tiếp đại diện bởi thuế thu nhập và tài sản thuế được bao gồm trong tổng doanh thu thuế. Tỷ lệ tương đối thấp. Bird và Zolt chỉ ra rằng, trái với thông lệ về thuế ở các nước phát triển, thuế thu nhập cá nhân vẫn đóng một vai trò rất hạn chế ở các nước đang phát triển hiện nay, cả về huy động thu nhập và điều chỉnh chênh lệch thu nhập. Năm 2000, thu nhập thuế thu nhập của các nước phát triển là 53,8% tổng thu nhập, so với 28,3% ở các nước đang phát triển. Họ tin rằng tiền lương và thu nhập khác của người lao động trong khu vực phi chính thức ở các nước đang phát triển vẫn không được thu thuế. Điều tương tự cũng đúng với tình hình thuế tài sản. Do thiếu thông tin và cơ chế đánh giá cần thiết để đánh giá giá trị tài sản, thuế tài sản không thể được thực hiện thành công ở nhiều nước đang phát triển; ngay cả khi các nước đang phát triển có thuế tài sản tồn tại, thu nhập của họ vẫn không đủ. Từ phân tích trên, chúng ta có thể thấy rằng so với thuế gián thu, các nước đang phát triển vẫn có khoảng cách thuế lớn về thuế trực tiếp.

### Người biểu tình và kháng thuế
Một số người trốn thuế tin rằng họ đã phát hiện ra những cách hiểu mới về luật cho thấy rằng họ không phải chịu thuế (không chịu trách nhiệm pháp lý): những cá nhân và nhóm này đôi khi được gọi là người biểu tình thuế. Nhiều người biểu tình tiếp tục đưa ra những lập luận tương tự rằng các tòa án liên bang đã từ chối hết lần này đến lần khác, phán quyết các lập luận là phù phiếm về mặt pháp lý.
Kháng thuế là việc từ chối trả thuế vì những lý do có lương tâm (vì người kháng thuế thấy chính phủ hoặc hành động của họ bị khiển trách về mặt đạo đức). Họ thường không thấy nó có liên quan cho dù luật thuế là hợp pháp hay bất hợp pháp hay họ áp dụng cho họ, và họ quan tâm hơn đến việc không trả tiền cho những gì họ thấy là vô đạo đức, như đánh bom những người vô tội.
Trong trường hợp của Cheney v. Conn, một cá nhân phản đối việc nộp thuế, một phần, sẽ được sử dụng để mua vũ khí hạt nhân trái pháp luật, ông cho rằng, Công ước Geneva. Khiếu nại của ông đã bị bác bỏ, thẩm phán phán quyết rằng "Những gì mà đạo luật [thuế] ban hành không thể là bất hợp pháp, bởi vì những gì đạo luật nói và cung cấp chính là luật pháp và là hình thức luật pháp cao nhất mà đất nước này biết đến."

### Định nghĩa trốn thuế ở Hoa Kỳ
Việc áp dụng đạo luật trốn thuế của Hoa Kỳ có thể được minh họa ngắn gọn như sau. Thời hiệu là Luật Doanh thu Nội bộ phần 7201:
Theo đạo luật này và luật án lệ liên quan, công tố phải chứng minh, ngoài một nghi ngờ hợp lý, mỗi trong ba yếu tố sau:
1. "hoàn cảnh tiếp viên" về sự tồn tại của thiếu thuế - một khoản nợ thuế chưa thanh toán; và
2. Actus reus (nghĩa là hành vi có tội) - một hành động khẳng định (và không chỉ là một thiếu sót hoặc không hành động) theo bất kỳ cách nào cấu thành trốn tránh hoặc cố gắng trốn tránh: 
  1. việc đánh giá thuế, hoặc
  2. việc nộp thuế
3. mens rea hoặc yếu tố "tâm trí tội lỗi" của ý chí - ý định cụ thể để vi phạm một nghĩa vụ pháp lý thực sự được biết đến.[31]

Một hành động khẳng định "dưới bất kỳ hình thức nào" là đủ để đáp ứng yếu tố thứ ba của hành vi phạm tội. Đó là, một hành động khác hoàn toàn hợp pháp (chẳng hạn như chuyển tiền từ tài khoản ngân hàng này sang tài khoản khác) có thể là căn cứ để kết tội trốn thuế (có thể là một nỗ lực trốn tránh thanh toán), với điều kiện hai yếu tố còn lại cũng được đáp ứng. Cố ý nộp tờ khai thuế sai (bản thân một tội phạm riêng biệt) có thể tạo thành một nỗ lực để trốn tránh việc đánh giá thuế, vì Sở Thuế vụ dựa trên đánh giá ban đầu của nó (tức là ghi lại chính thức thuế trên sổ sách của Kho bạc Hoa Kỳ) về số tiền thuế được hiển thị trên tờ khai.

### Áp dụng cho người biểu tình thuế
Đạo luật trốn thuế liên bang là một ví dụ về một ngoại lệ đối với quy tắc chung theo luật của Hoa Kỳ rằng "sự thiếu hiểu biết về luật pháp hoặc một sai lầm của pháp luật là không bảo vệ để truy tố hình sự". Theo học thuyết Cheek (Cheek v. Hoa Kỳ), Tòa án Tối cao Hoa Kỳ phán quyết rằng một niềm tin chân thật, thiện chí rằng người ta không vi phạm luật thuế liên bang (chẳng hạn như một sai lầm dựa trên sự hiểu lầm gây ra bởi sự phức tạp của chính luật thuế) sự bảo vệ hợp lệ đối với tội danh "cố ý" ("cố ý" trong trường hợp này là kiến thức hoặc nhận thức rằng người ta đang vi phạm luật thuế), mặc dù niềm tin đó là phi lý hoặc không hợp lý. Nhìn bề ngoài, quy tắc này có vẻ thoải mái với những người phản đối thuế, những người khẳng định, ví dụ, "tiền lương không phải là thu nhập".
Tuy nhiên, chỉ khẳng định rằng một người có niềm tin tốt như vậy không phải là quyết định trước tòa án; theo hệ thống pháp luật Hoa Kỳ, bộ ba thực tế (bồi thẩm đoàn hoặc thẩm phán xét xử trong một phiên tòa không xét xử) quyết định liệu bị cáo có thực sự có niềm tin tốt mà mình tuyên bố hay không. Liên quan đến sự cố ý, việc đặt gánh nặng chứng minh cho việc truy tố là tiện ích hạn chế đối với một bị cáo mà bồi thẩm đoàn đơn giản là không tin.
Một vấp ngã nữa cho những người biểu tình thuế được tìm thấy trong Học thuyết Cheek liên quan đến tranh luận về "tính hợp hiến". Theo Học thuyết, niềm tin rằng Bản sửa đổi thứ mười sáu không được phê chuẩn một cách hợp lý và niềm tin rằng thuế thu nhập liên bang là vi hiến không được coi là niềm tin rằng người ta không vi phạm "luật thuế" - nghĩa là những lỗi này không được coi là gây ra bởi "sự phức tạp của luật thuế."
Trong vụ án Cheek, Tòa án tuyên:
Tòa tiếp tục:
Tòa án phán quyết rằng những niềm tin như vậy - ngay cả khi được giữ trong đức tin tốt - không phải là một biện pháp bảo vệ cho tội cố ý. Bằng cách chỉ ra rằng các lập luận về tính hợp hiến của luật thuế thu nhập liên bang "tiết lộ kiến thức đầy đủ về các điều khoản đang ban hành và một kết luận được nghiên cứu, tuy nhiên, những điều khoản đó là không hợp lệ và không thể thực thi", Tòa án Tối cao có thể đã cảnh báo rằng lí lẽ "hiến pháp" như vậy (tại tòa án mở hay nói cách khác) thực sự có thể giúp công tố viên chứng minh sự cố ý. Daniel B. Evans, một luật sư thuế, người đã viết về các lập luận của người biểu tình thuế, đã tuyên bố rằng
Ngược lại, theo luật Canada, sự trung thực của người nộp thuế trong việc thể hiện niềm tin của mình có thể là một yếu tố giảm nhẹ trong việc tuyên án. Trong R. v. Lưu trữ ngày 10 tháng 5 năm 2015 tại Wayback Machine Klundert Lưu trữ ngày 10 tháng 5 năm 2015 tại Wayback Machine, 2011 ONCA 646, Tòa phúc thẩm Ontario đã giữ nguyên bản án của người phản đối thuế, nhưng cho phép anh ta chấp hành bản án có điều kiện trong cộng đồng với lý do hành vi của anh ta không lừa đảo cũng không lừa dối. Bản án giam giữ một năm do thẩm phán xét xử áp dụng đã được lật lại trên cơ sở này:

### Không thể trả lại hồ sơ tại Hoa Kỳ
Trong trường hợp thuế thu nhập liên bang của Hoa Kỳ, các hình phạt dân sự về tội cố ý không nộp hồ sơ đúng hạn và không cố tình nộp thuế kịp thời dựa trên số tiền thuế phải nộp; do đó, nếu không có thuế nợ, không có hình phạt nào là do. Hình phạt dân sự về việc cố tình không hoàn trả kịp thời thường bằng 5,0% số tiền thuế "bắt buộc phải được hiển thị trên tờ khai mỗi tháng, tối đa là 25%.
Trong trường hợp người nộp thuế không có đủ tiền để trả toàn bộ hóa đơn thuế, IRS có thể lập kế hoạch thanh toán với người nộp thuế hoặc tham gia vào một phương thức thu nợ như Thỏa thuận Trả góp một phần, Ưu đãi trong thỏa hiệp, đưa vào khó khăn hoặc tình trạng "hiện không thể thu thập" hoặc phá sản hồ sơ.
Trong nhiều năm mà không có khoản hoàn trả nào được nộp, không có thời hiệu về các hành vi dân sự - nghĩa là, IRS có thể tìm kiếm người nộp thuế trong bao lâu và yêu cầu thanh toán các khoản nợ thuế.

Đối với mỗi năm, người nộp thuế cố tình không nộp tờ khai thuế thu nhập kịp thời, người nộp thuế có thể bị kết án một năm tù. Nói chung, có thời hiệu sáu năm đối với các tội phạm thuế liên bang.
IRS đã điều hành một số Chương trình Công bố Tự nguyện ở nước ngoài trong năm 2009 và 2011, và chương trình hiện tại của nó "không có thời hạn quy định cho người nộp thuế áp dụng. Tuy nhiên, các điều khoản của chương trình này có thể thay đổi bất cứ lúc nào trong tương lai.".
Ngược lại, hình phạt dân sự về việc không nộp thuế kịp thời thực sự "hiển thị trên tờ khai" thường bằng 0,5% số thuế đó phải trả mỗi tháng, tối đa là 25%. Hai hình phạt được tính toán với nhau trong một thuật toán tương đối phức tạp và việc tính toán các hình phạt thực tế có phần khó khăn.

## Theo quốc gia
- Trốn thuế và tham nhũng ở Hy Lạp
- Trốn thuế ở Thụy Sĩ
- Khoảng cách thuế ở Anh
- Trốn thuế ở Hoa Kỳ
- Các nước khác

### Sự không tuân thủ thuế ở Pháp
Pháp có thể được xem xét trong mức trung bình của trốn thuế tài chính châu Âu (về tỷ lệ phần trăm) nhưng ở quy mô cao hơn do GDP cao. Thật vậy, ngân sách nhà nước bị cắt giảm hơn 160 tỷ euro mỗi năm (80 tỷ bị cắt giảm do trốn tài chính và 80 tỷ khác do lạm dụng bảo trợ xã hội. Việc trốn tài khóa tương đương với 3% GDP của Pháp và bảo trợ xã hội. Tổng cộng chính phủ Pháp bị cắt giảm 6% GDP.